# Frank Nigel Hepper
Frank Nigel Hepper (Leeds, Inglaterra, 1929 - 2013) fue un botánico inglés. Fue científico principal oficial del Herbario, del Real Jardín Botánico de Kew, recolector de plantas en el oeste de África. Editor de la Flora del oeste de África Tropical (vol. II y III)

## Algunas publicaciones
- 1972. Flora of west tropical Africa: all territories in West Africa south of latitude 18N̊, and to the west of Lake, Chad and Fernando Po, Volumen 3, Parte 2. Ed. Governments of Nigeria, Ghana, Sierra Leone and the Gambia. 3 pp. ISBN 0855920203
- 1969. Arabian and african frankincense trees. Ed. Egypt exploration Soc. 4 pp.

### Libros
- 1976. Plants of the Yemen. Stud. Speleol. 40 pp.
- 1973. Commencement of flowering: phenological records at the Royal Botanic Gardens, Kew, Richmond 1953-1973, (y adiciones de un jardín privado de Petersham, Richmond).
- 1963. Flora of West Tropical Africa, vol. 3. Ed. Crown Agents for Oversea Governments and Administrations. 544 pp.

## Honores

### Eponimia
- (Fabaceae) Sesbania hepperi J.B.Gillett[2]

- (Rubiaceae) Spermacoce hepperiana Verdc.[3]

- (Scrophulariaceae) Lindernia hepperi (Eb.Fisch.) Philcox[4]
- La abreviatura «Hepper» se emplea para indicar a Frank Nigel Hepper como autoridad en la descripción y clasificación científica de los vegetales.[5]